# Nanochromis
Nanochromis is een geslacht van straalvinnige vissen uit de familie van de cichliden (Cichlidae). De wetenschappelijke naam werd voor het eerst gepubliceerd door Jacques Pellegrin in 1904. Het is een nieuwe naam voor het geslacht Pseudoplesiops dat George Albert Boulenger in 1899 had beschreven. De geslachtsnaam Pseudoplesiops was echter reeds eerder gebruikt door Pieter Bleeker voor Pseudoplesiops typus (1858).

## Soorten
- Nanochromis consortus Roberts & Stewart, 1976
- Nanochromis minor Roberts & Stewart, 1976
- Nanochromis nudiceps (Boulenger, 1899)
- Nanochromis parilus Roberts & Stewart, 1976
- Nanochromis splendens Roberts & Stewart, 1976
- Nanochromis teugelsi Lamboj & Schelly, 2006
- Nanochromis transvestitus Roberts & Stewart, 1984
- Nanochromis wickleri Schliewen & Stiassny, 2006